# Mamma (Lied)
Mamma ist ein italienischer Schlager aus dem Jahre 1938. Es wurde von dem italienischen Filmkomponisten Cesare Andrea Bixio mit einem Text von Bixio Cherubini für den Tenor Beniamino Gigli geschrieben. Die Strophen stehen in Moll, der Refrain dagegen in Dur. Der Rhythmus entspricht der Beguine.
1941 erschien auf der Grundlage des Liedes der Musikfilm Mamma als italienisch-deutsche Koproduktion nach einem Drehbuch Guido Cantinis unter der Regie von Guido Brignone. Gigli spielte dort den jungen Tenor Mario Sarni, Emma Gramatica dessen Mutter und Carola Höhn seine junge Braut Donata. Das Begleitorchester spielte unter der Leitung von Dino Olivieri. In Deutschland erschien der Film als Mutter. Hier erhielt das Lied den Titel Mutter! und wurde von Herbert Ernst Groh gesungen; sein Text stammt von Bruno Balz.
In den folgenden Jahren erschienen weitere Versionen sehr unterschiedlichen Charakters. Miki Jevremovic sang das Lied 1962, veröffentlicht auf seiner Platte Samson. 1965 sang Bärbel Wachholz Mama. 
Die erfolgreichste Interpretation gelang dem Niederländer Heintje, der es elfjährig auf einem Talentwettbewerb vortrug und damit seine Karriere als Kinderstar – insbesondere in Deutschland – begründete: Mama erschien im Oktober 1967 und wurde die meistverkaufte Single 1968 in Deutschland.

## Interpreten
| - Beniamino Gigli (1940) - Herbert Ernst Groh (1941, deutsche Version Mutter!) - Shorty Long - King 923 (1951, Schreibweise Mama) - Connie Francis (1959, Schreibweise Mama) - Angelina Monti (1960) - Robertino (1961) - Margot Eskens (1964) - Mieke Telkamp (1964, in niederländischer Sprache gesungen) - Bärbel Wachholz (1965) - Heintje (1967, Schreibweise: Mama) - Wonderland (1968) - Peter Alexander (1969) - Jamie Redfern (1971), englische Version auf der LP "When you wish upon a star" (Australia Festival SFL-934426) | - Mireille Mathieu (Maman) - Sascha (1980 mit dem Text: Mama, seit heute bin ich in einer Beatband Drummer) - Luciano Pavarotti (1984) - Wiener Wunder (1993, aus dem Film Muttertag) - BZN & Jantje Smit (1996) - Helmut Lotti (1996) - Ricky Martin & Luciano Pavarotti (1999) - Otto Waalkes (2001) - Andrea Bocelli (2008) - Michael Hirte (2008) - Paul Potts (2009) - Patrizio Buanne (2012) - Heiko Reissig (2015) - Guildo Horn als Gast bei den 257ers (2016) |